# Відношення толерантності
Відношення толерантності (близькості, подібності) — рефлексивне, симетричне та нетранзитивне бінарне відношення.
Наприклад можна розглянути відношення близькості. Київ близько сам до себе (рефлексивність), якщо Київ близько до Черкас, то й Черкаси до Києва (симетричність), і якщо Київ близько до Черкас, а Черкаси до Дніпропетровська, це ще не означає що Київ близько до Дніпропетровська (не транзитивне). Якщо додати ще умову транзитивності, то вийде відношення еквівалентності.